# Friendica
 (mars 2014).
Si vous disposez d'ouvrages ou d'articles de référence ou si vous connaissez des sites web de qualité traitant du thème abordé ici, merci de compléter l'article en donnant les références utiles à sa vérifiabilité et en les liant à la section « Notes et références ».
Friendica (anciennement connu sous le nom Friendika) est un logiciel open source qui implémente un réseau social distribué. Avant de devenir Friendika, le projet commence en tant que Mistpark, développé par Mike Macgirvin, [citation nécessaire] un développeur de logiciels précédemment employé par Symantec Corporation, America Online (AOL), Sun Microsystems, Netscape Communications et Université Stanford qui avait travaillé sur le projet initial Netscape Navigator, entre autres. Friendica met l'accent sur de vastes paramètres de confidentialité et l'installation du serveur facile. Il vise à fédérer avec autant d'autres réseaux sociaux comme possible.
Il n'y a pas d'entreprise derrière Friendica. Les sites Friendica sont gérés par des personnes privées et les développeurs sont bénévoles. Le projet est géré de manière informelle, en utilisant la plate-forme elle-même pour communiquer et pour partager des informations.
Hubzilla prend ses sources dans Friendica.

## Fonctionnalités
Friendica est décentralisé, gratuit et un logiciel open source, sécurisé, privé, modulaire, extensible, non constitué en société et fédéré.
Actuellement, les utilisateurs de Friendica peuvent intégrer des contacts de Facebook, Twitter, Diaspora, StatusNet et d'autres services à leurs flux sociaux et RSS. La communication est bi-directionnelle dans la mesure du possible. Il y a aussi un moyen d'inclure des contacts par e-mail. En outre, les connecteurs permettent de poster simultanément sur des plateformes de blog comme WordPress, Livejournal, Tumblr et Posterous.
Il supporte ActivityPub, permettant ainsi de se connecter au Fediverse, avec des outils comme Funkwhale, Mastodon, PeerTube, Pixelfed, Pleroma, etc..
Les développeurs essayent de rendre l'installation du logiciel serveur facile pour les utilisateurs ayant peu d'expertise technique, en faisant valoir que la décentralisation sur les petits serveurs est une garantie essentielle de la liberté en ligne et du respect de la vie privée. Friendica peut même être installé sur les hôtes partagés, avec un degré de simplicité semblable à l'installation de WordPress. Les utilisateurs peuvent également choisir de rejoindre les sites publics gérés par des bénévoles, évitant ainsi entièrement l'installation.
Friendica, tout comme StatusNet, prend également en charge la suite de protocole OStatus, qui permet aux serveurs de router les mises à jour des statuts et les notifications entre eux en temps réel.[réf. nécessaire]

## Réception
Friendica a été approuvée par le projet GNU Telephony alias GNU SIP Witch.
Friendica a été cité en janvier 2012 par Infoshop News comme une "alternative à Google+ et Facebook" pour être utilisé par le mouvement Occupy Nigeria.
En janvier 2012, le blog de la Free Software Foundation Europe a cité Friendica comme une alternative raisonnable aux réseaux sociaux centralisés et contrôlés tels que Facebook ou Google+.
L'écrivain auteur de Biblical Notes J. Randal Matheny décrit Friendica en janvier 2012 comme "Une option de réseautage social volant sous le radar jusqu'à récemment qui mérite de la considération en tant que plate-forme déjà stable avec un large éventail d'options, d'applications, de greffons, et des possibilités pour l'ouverture de l'Internet."
En février 2012, le magazine informatique allemand c't a écrit: "Friendica montre comment les réseaux sociaux décentralisés peuvent devenir largement acceptées." Une autre publication allemande, le magazine professionnel t3n a énuméré Friendica en tant que rival de Facebook dans un article en ligne en mars 2012, à propos des alternatives à Facebook. Il a comparé Friendica avec les réseaux sociaux similaires, comme Diaspora et identi.ca.
La contributrice de MSN Tech & Gadgets Emma Boyes a écrit sur Friendica en mai 2012 : "pourquoi vous allez adorer: vous pouvez l'utiliser pour accéder à tous les autres réseaux sociaux et obtenir des recommandations de nouveaux amis et les groupes à rejoindre. Friendica est open source et décentralisé. Il n'y a pas d'entreprise derrière elle et il y a de vastes paramètres de confidentialité. Vous pouvez choisir parmi une variété d'interfaces utilisateur et il possède certaines fonctionnalités intéressantes - par exemple - être en mesure de saisir une liste de vos intérêts et utiliser la fonctionnalité 'profil correspondant' pour recommander d'autres utilisateurs qui les partagent avec vous. Un mot d'avertissement, cependant, le site n'est pas aussi convivial que les autres sur cette liste, il se peut que celui-là soit un pour les geeks."